# George Smith Patton mlajši
George Smith Patton mlajši (izvirno angleško George Smith Patton, Jr.), ameriški moderni peterobojec in general, * 11. november 1885, San Gabriel, Kalifornija, † 21. december 1945, Heidelberg, Nemčija. 
Patton je najbolj znan kot armadni poveljnik med drugo svetovno vojno, kakor tudi po ekcentričnosti in kontroverznem neposrednem načinu izražanja.
Po diplomi na Vojaški akademiji ZDA je leta 1909 vstopil v Kopensko vojsko ZDA. V letih 1916-17 je sodeloval v neuspešni ekspediciji Pancho Ville, ameriški operaciji, ki je hotela ujeti Pancho Villa. Med prvo svetovno vojno je bil kot prvi častnik dodeljen Tankovskemu korpusu ZDA in se udeležil bojev v Franciji. Med drugo svetovno vojno je poveljeval korpusom in armadam v Severni Afriki, na Siciliji in na evropskem bojišču. Leta 1944 je Patton postal poveljnik 3. armade, ki je pod njegovim poveljstvom osvojila več ozemlja v krajšem času, zajela več ujetnikov ter napredovala bolj kot katerakoli druga armada v vojaški zgodovini.

## Družina
Rodil se je leta 1885 v San Gabriel Townshipu (današnje mesto San Marino v Kaliforniji v družini Georga Smitha Pattona starejšega (1856–1927) in njegove žene Ruth Wilson (1861–1928). Kljub temu, da je bil že tretji George Smith Patton, so ga klicali Junior (mlajši). Pattonovi so bili vplivna družina škotskega porekla.
Kot otrok je Patton rad bral klasike in vojaško zgodovino. Njegov oče je bil prijatelj Johna Singletona Mosbyja, znamenitega konjeniškega poveljnika Konfederacijske vojske med ameriško državljansko vojno, ki je sprva služil pod J.E.B. Stuartom in nato postal gverilski poveljnik. Patton je tako odraščal z Mosbyjevimi zgodbami in tako si je že kmalu želel postati general.
Izhajal je iz družine z dolgo vojaško tradicijo. Med njegovimi predniki je tudi general Hugh Weedon Mercer iz ameriške osamosvojitvene vojne, prastrici Waller T. Patton (ki je umrl med Pickettovim napadom bitke za Gettysburg), prastrica polkovnika Konfederacijske vojske John M. in Isaac Patton, prastric William T. Glassell je bil častnik Konfederacijske vojne mornarice,... Njegov prapraded, John S. Patton, je bil odvetnik in politik, ki je bil tudi v.d. guvernerja Virginije.
Njegova stara starša po očetu sta bila polkovnik George Smith Patton in Susan Thornton Glassell. Njegov stari oče se je rodil v Fredericksburgu (Virginija), leta 1852 končal Virginijski vojaški inštitut (VMI), nato pa je študiral in deloval kot odvetnik v Charlestonu, Virginija (današnja Zahodna Virginija). Ko je izbruhnila ameriška državljanska vojna, je služil v 22. virginijskem pehotnem polku na strani Konfederativnih držav Amerike. Padel je med bitko za Opequon. Konfederacijski kongres je polkovnika Pattona povišal v brigadnega generala, a ker je ta prej umrl zaradi bojnih ran, ni bilo povišanje uradno. 
Pattonovemu dedku se je v Charlestonu rodil sin, ki je bil leta 1856 krščen kot George William Patton. Leta 1868 se je v spomin očetu preimenoval v Georga Smitha Pattona. Tudi on je leta 1877 končal šolanje na Viriginijskem vojaškem inštitutu, bil tudi odvetnik v okrožju Los Angeles (Kalifornija) in prvi mestni odvetnik v Pasadeni ter prvi župan San Marina (Kalifornija).
Njegova stara starša po materi sta bila Benjamin Davis Wilson (1. december 1811 - 11. marec 1878) in njegova druga žena Margaret Hereford. Wilson, ki je osirotel v Nashvillu (Tennessee), je odšel v Kalifornijo, kjer je postal trgovec s krznom in poslovnež med indijanskimi vojnami. Sprva se je poročil s Ramono Yorbo, hčerko kalifornijskega veleposestnika Bernarda Yorba; z doto je prejel Rancho Jurupa. 
Sam Patton pa se je 26. maja 1910 poročil s Beatrice Banning Ayer (12. januar 1886 – 30. september 1953), hčerko bogatega tekstilnega barona Fredericka Ayerja, s katero sta imela tri otroke: Beatrice Smith (19. marec 1911 – 24. oktober 1952), Ruth Ellen Patton Totten (28. februar 1915 – 25. november 1993), ki je napisala The Button Box: A Loving Daughter's Memoir of Mrs. George S. Patton in George Patton III. (krščen kot George Patton IV.; 24. december 1923 – 27. junij 2004). Slednji je sledil očetovim stopinjam in postal oklepni častnik ter generalmajor Kopenske vojske ZDA.

## Izobraževanje in zgodnja vojaška služba
Patton se je eno leto šolal na Virginijskem vojaškem inštitutu, kjer je bil član bratovščine Kappa Alpha Order. Nato pa je šolanje nadaljeval na Vojaški akademiji ZDA. Prvo leto je ponavljal zaradi slabih ocen pri matematiki, a jih je popravil z odliko in postal tudi Kadet adjutant (drugi najvišji kadetski položaj); tako je diplomiral leta 1909 in bil sprejet v Kopensko vojsko ZDA kot konjeniški častnik.

### Poletne olimpijske igre 1912
Leta 1912 se je udeležil olimpijskih iger v Stockholmu in sodeloval v modernem pentatlonu, ki je bil uveden prav na teh olimpijskih igrah. Osvojil je končno peto mesto, pri čemer je bil sedmi (izmed 37) v prostem plavanju na 300 m, četrti izmed 29 sabljačev, šesti v konjeniškem delu, tretji od 15 tekmovalcev v hoji,... Uvrstil se je tudi v ameriško ekipo modernega pentatlona za poletne olimpijske igre 1916, a so slednje odpadle zaradi prve svetovne vojne.

#### Kontraverznost glede streljanja s pištolo
V streljanju s pištolo je Patton dosegel 20. mesto izmed 32 tekmovalcev. Uporabljal je pištolo kalibra .38, medtem ko je večina drugih tekmovalcev uporabljalo kaliber .22. Patton je trdil, da so luknje v papirnati tarči tako velike, da so nekateri poznejši streli zadeli luknje in tako niso pustile nobene sledi na tarči. Toda sodniki so odločili, da je popolnoma zgrešil tarčo. Na sodobnih tekmovanjih se tako danes uporablja premično ozadje, da se prepreči neupoštevanje več strelov skozi isto luknjo. Kljub vsemu je obveljala sodniška odločitev. Patton se ni pritožil oz. se ni zagovarjal.

### Mojster meča in Pattonova sablja
Po poletnih olimpijskih igrah leta 1912 je Patton z družino potoval v Dresden, Berlin in Nürnberg. Iskal je najboljšega mečevalca v Evropi, pri katerem bi se lahko učil. Tako je izvedel za adjutanta Cléryja, ki je bil francoski mojster in inštuktor sabljanja v Konjeniški šolo Francoske kopenske vojske v Saumorju. Patton se je udeležil intenzivnega šolanja pri Cléryju; po vrnitvi v ZDA je napisal poročilo, katero je bila predstavljeno v zborniku Army and Navy Journal. Marca 1913 pa je objavil prvi članek v zborniku Cavalry Journal. Potem ko je Oddelku za oskrbo predlagal oblikovanje nove sablje, se je poleti 1913 vrnil v Saumur na nadaljnje izobraževanje pod Cléryjem.
Po vrnitvi domov je bil imenovan za najmlajšega mojstra meča (Master of the Sword) Kopenske vojske ZDA v prireditvi v Mounted Service School (Fort Riley, Kansas). Tu je postal tudi inštruktor, pri čemer je tudi moderniziral konjeniško-sabljaške tehnike Kopenske vojske ZDA.
Istega leta je tudi sodeloval pri razvoju nove sablje, t. i. Model 1913 Cavalry Saber. Imela je velik, košarast branik z ravnim, dvoreznim rezilom (namenjenim vbodom, ne pa zamahom), pri čemer je bila namenjena lahki konjenici. Leta 1914 je izdal tudi priročnik Saber Exercise, v katerem je oblikoval sistem usposabljanja za konjeniško in pehotno uporabo sablje; slednja je postala znana kot Pattonova sablja (Patton Saber). Bila je edinstvene zasnove, saj je Patton popolnoma spremenil koncept uporabe: namesto zaobljene sablje, ki je uporabljena z zamahom, je zasnoval ravno rezilo, namenjeno vbodom. Za to se je odločil na podlagi izobraževanja v Franciji in izkušenj iz zgodovine konjeniškega bojevanja; tako je v poročilu The Form and Use of the Saber iz leta 1913 zapisal:
| “ | Med krimsko vojno so Angleži skoraj vedno uporabi sabljo za sekanje. Francoski dragonci pa so v nasprotju uporabili samo konico, ki je z dolgimi, ravnimi meči skoraj vedno prizadela smrtno rano. Angleži so zato pričeli govoriti, da se Francozi ne bojujejo pošteno. Maršal Saxe je želel oborožiti francosko konjenico s trikotno-krožnim rezilom, katero bi uporabnike primorala k uporabi konice. V Wagramu, kjer se je konjeniška garda postrojila, jim je Napoleon dejal: Ne zamahujte! Konica! Konica! | ” |

Kljub temu pa orožje ni bilo nikoli uporabljeno, kot si je to Patton zamislil. Ob pričetku ameriškega sodelovanja v prvi svetovni vojni je bilo več ameriških konjeniških enot, opremljenih s temi sabljami, poslanih na fronto, a jih niso uporabili v spopadih. Zaradi spremenjenega načina bojevanja (pozicijsko bojevanje) konjenikov niso uporabili z njihovimi konji, ampak so se borili kot navadni pehotni vojaki. Patton pa je svoje izkušnje iz konjeniškega bojevanja pozneje preoblikoval v teorijo mehaniziranega bojevanja, ki je postala njegov zaščitni znak med drugo svetovno vojno.

## Mehiška revolucija
Med mehiško kaznovalno ekspedicijo leta 1916 je bil Patton dodeljen 8. konjeniškemu polku, ki je bil garniziran v Fort Blissu (Teksas). Postal je pomočnik brigadnega generala Johna J. Pershinga v njegovem pregajanju Pancha Ville, potem ko so sile slednjega prečkale mejo v Novo Mehiko, napadle in oplenile mesto Columbus, pri čemer je umrlo več Američanov. Patton, z desetimi vojaki 6. pehotnega polka, je s tremi oklepnimi avtomobili izvedel prvi ameriški napad oklepnih vozil, pri čemer so ubili dva mehiška voditelja, vključno s Juliom Cardenasom, poveljnikom osebne straže Ville, katerega je Patton ustrelil sam. Trupli so prepeljali iz San Miguelita v Pershingov štab privezana na sprednji del avtomobilov (v slogu lovskih trofej). Pershing ga je zaradi uspeha akcij in uporabe revolverja Colt Peacemaker poimenoval Bandido. Patton pa je prejel tudi medijsko pozornost v ZDA.

## Prva svetovna vojna
Ob vstopu ZDA v prvo svetovno vojno je takratni generalmajor Pershing povišal Pattona v čin stotnika. Medtem, ko je bil nastanjen v Franciji, je Patton zaprosil bojno poveljstvo. Pershing ga je zaprosil, da prevzame ustanovitev Lahko-tankovske trenažne šole (Light Tank Training School) za ameriške vojake; Patton je to sprejel. Novembra 1917 je Patton tako zapustil Pariz in se javil francoskemu generalu Augustinu Gérardu. V Champlieju je Patton vozil tank Renault, testiral njegove izvencestne sposobnosti in obiskoval Renaultovo tovarno, kjer so proizvajali tanke. Kmalu po njegovem prihodu v Champlieju so Britanci sprožili do takrat največji oklepni napad vojne med bitko za Cambrai,. Po zaključku svojega obiska, 1. decembra, se je Patton odpravil v Albert, 30 milj od Cambraija, kjer se je sestal z načelnikom štaba Britanskega tankovskega korpusa polkovnikom J. F. C. Fullerjem, da bi predebatirali britanski oklepni napad. Patton je 23. marca 1918 prejel prvih deset tankov v Tankovski šoli in centru (Tank School and Centre), kateremu je poveljeval, v Langresu (departma Haute-Marne). Ker je ob prihodu tankov imel edini izkušnje z vožnjo tankov, je tako sam vzratno zapeljal sedem tankov Renault FT iz železniških vagonov.
Za uspeh in organizacijo tankovske šole je bil Patton povišan v majorja, podpolkovnika in polkovnika Nacionalne vojske ZDA. Avgusta 1918 je postal poveljnik 1. začasne tankovske brigade (1st Provisional Tank Brigade), katera je bila 6. novembra 1918 preimenovana v 304. tankovsko brigado. Pattonova lahka tankovska brigada je postal del Tankovskega korpusa ZDA (United States Tank Corps), kateremu je poveljeval polkovnik Samuel Rockenbach, ki pa je bil del Ameriške ekspedicijske sile (American Expeditionary Force). 304. tankovska brigada pa je operativno spadala pod okrilje ameriške 1. armade.
Patton je poveljeval tankom med bitko za Saint-Mihiel in med ofenzivo Meuse-Argonne. 26. septembra1918 je bil ranjen v levo nogo, ko je vodil šest mož in tank v napadu na nemška mitralješka gnezda blizu mesta Cheppy. Edini preživeli so bili tankovska posadka, Patton in njegov purš poddesetnik Joe Angelo, ki je rešil Pattona, za kar je prejel Distinguished Service Cross. Medtem ko se je Patton zdravil, je 11. novembra 1918, na njegov 33. rojstni dan, nastopilo premirje.
Za svojo služenje med ofenzivo je Pattonn prejel Distinguished Service Cross in Distinguished Service Medal ter prejel brevetni čin polkovnika. Za rane pa je prejel še škrlatno srce.

## Medvojna leta
Medtem, ko je bil nastanjen v Washingtonu, D.C., se je stotnik Patton (odpravljen je bil njegov vojni začasni čin polkovnika) srečal Dwighta D. Eisenhowerja, ki je pozneje predstavljal odločilno vlogo v njegovi karieri. Ko sta bila oba nameščena v Fort Rileyju (Kansas), sta skupaj razvila oklepno doktirno, katero bo uporabila Kopenska vojska ZDA med drugo svetovno vojno. V zgodnjih 20. letih 20. stoletja je Patton zaprosil Kongres ZDA, da zagotovi potrebna sredstva za oklepne enote, toda brez sreče. Prav tako je pisal profesionalne članke o taktiki tankov in oklepnih avtomobilov, pri čemer je predlagal nove metode uporabe. Deloval je tudi na izboljšanju oklepnih vozil, pri čemer je razvil inovacije v radijski komunikaciji in tankovskih topov. Toda, ker ni prejel dovolj podpore v Kopenski vojski ZDA za razvoj oklepnih sil in je posledično trpela tudi njegova kariera, se je Patton vrnil nazaj v klasično konjenico.
Tako je služil na Havajih, dokler se ni ponovno vrnil v Washington, kjer je še enkrat zaprosil kongres za sredstva za oklepne enote. v času službovanja na Havajih je bil Patton kot del vojaških enot odgovoren za obrambno otokov; v ta namen je tako napisal obrambni načrt, v katerem je predvidel letalski napad na Pearl Harbor. Slednji se je zgodil čez 10 let, ko je Imperialna japonska vojna mornarica 7. decembra 1941 napadla Pearl Harbor.
Julija 1932 je služil pod načelnikom Generalštaba Kopenske vojske ZDA generalom Douglasom MacArthurjem, ko je kot major poveljeval 600 vojakov, vključno s 3. konjeniškim polkom. 28. julija je MacArthur ukazal tem enotam, da napredujejo proti veteranom, ki so protestirali v Washingtonu (t. i. Bonus vojska (Bonus Army)) ter da uporabijo tudi solzivec in bajonete. Eden izmed protestirajočih veteranov je bil tudi Joe Angelo, ki je rešil Pattona. Patton je nasprotoval tej MacArthurjevi odločitvi, saj se je strinjal z zahtevami veteranov; tako je sam zavrnil izdajo ukaza, da pošlje oborožene enote nad protestnike. 
V poznih 30. letih 20. stoletja je Patton postal poveljnik Fort Myerja (Virginija). Kmalu po nemških blitzkrieg napadih v Evropi je generalmajor Adna Chaffee mlajši, prvi poveljnik novoustanovljene Oklepne sile Kopenske vojske ZDA, končno prepričal kongres o potrebi po oklepnih divizijah. Tako so leta 1940 ustanovili in aktivirali 1. in 2. oklepno divizijo. Polkovnik Patton je julija 1940 postal poveljnik 2. oklepne brigade 2. oklepne divizije. Oktobra istega leta je postal pomočnik divizijskega poveljnika in 2. oktobra istega leta je bil še povišan v brigadnega generala. Med novembrom 1940 in aprilom 1941 je bil v.d. poveljnika divizije. 4. aprila 1941 je bil povišan v generalmajorja in čez sedem dni je postal polni poveljnik 2. oklepne divizije.

## Druga svetovna vojna
Med razširitvijo Kopenske vojske ZDA pred vstopom v drugo svetovno vojno je Patton poveljeval 2. oklepni diviziji, ki je dosegla mešane rezultate v dveh večjih manevrih leta 1941 (Manevri v Louisiani in Manevri v Karolini). 2. oklepna divizija je bila nameščena v Fort Benningu (Georgia), dokler ni bila divizija in z njo tudi Patton, na ukaz poveljnika Oklepne sile Kopenske vojske ZDA generalmajorja Jacoba L. Deversa premeščena v novoustanovljeni Puščanski trenažni center (Desert Training Center) (Indio, Kalifornija). Pattona je Devers imenoval za poveljnika novoaktiviranega 1. oklepnega korpusa in na tem položaju je bil tudi, ko je bil korpus dodeljen Operaciji Bakla, invaziji na Severno Afriko. V pripravi na invazijo je Patton uril svoje vojake v Imperialni dolini, pri čemer so se te vaje pričele pozno leti 1941 in trajale vse do poletja 1942. Patton je izbral 40 km2 veliko puščavsko področje, ki je poznano po visokih temperaturah, peščenih naletih in popolni izolaciji. To je bilo najbližje, kar so lahko Patton in njegovi vojaki pričakovali v bojih v Severni Afriki. Vaje so bile tako obsežne, da so še danes 60 km jugovzhodno od Palm Springsa nahajajo vidne posledice (položaji, prazni granatni tulci,...).
Od svojih prvih dni kot poveljnik oklepne divizije je Patton močno zagovarjal potrebo, da oklepne sile ostanejo v nenehnem stiku s sovražnikom, saj je sklepal, da agresivne, hitro premikajoče mehanizirane in oklepne sile tako onemogočijo oz. preprečijo sovražnikove obrambne priprave, da sovražnik nima možnosti za hitro reagiranje. Njegov instinktivni nagon za brezpogojno ofenzivno premikanje je bilo zajeto v Pattonovemu odgovoru leta 1944 vojnim poročevalcem na tiskovni konferenci. Na vprašanje, ali bi bilo potrebno ustaviti hitro napredovanje ameriške 3. armade po Franciji, da bi zmanjšali število ameriških žrtev, je Patton odgovoril: 
| “ | Vsakič, ko nekaj zaustavite, trošite človeška življenja. | ” |

### Severna Afrika
Novembra 1942 je generalmajor Patton poveljeval Zahodni bojni skupini Kopenske vojske ZDA (Western Task Force), ki je pristala na maroški obali Vichyjske Severne Afrike med operacijo Bakla, s čimer se je pričela severnoafriška kampanja. Patton in njegov štab je prispel v Maroko na krovu težke križarke USS Augusta, katero je napadla vichyjsko-francoska bojna ladja FS Jean Bart, medtem ko je vplula v zaliv Casablanca. Slednja je padla v ameriške roke šele po dveh dneh bojevanja. Sultan Maroka je bil tako navdušen nad videnim, da je Pattona odlikoval s specialnim Red Ouissam Alaouite z naslednjo utemeljitvijo: 
| “ | Les Lions dans leurs taniéres tremblent en le voyant approcher. (Levi v svojih brlogih trepetajo ob njegovem prihodu.) | ” |

Patton je bil eden prvih ameriških poveljnikov druge svetovne vojne, ki je izkoristil ves potencial lahkih opazovalnih letal, da je lahko obiskoval zavezniške sile, kot tudi da je samostojno izvidoval sovražnikove položaje. Leteč s pilotom Kopenske vojske ZDA v Taylorcraft L-2 ali Stinson L-5 je tako lahko pregledal več sil in štabov v enem dnevu, kot če bi uporabljal motorna vozila.
Leta 1943, po porazu 2. korpusa (takrat del britanske 1. armade) sprva v bitki za Sidi Bou Zid in nato v bitki za Kasserinski prelaz je general Eisenhower poslal generalmajorja Ernesta Harmona, da opravi evalvacijo 2. korpusa.
6. marca 1943 je, po objavi Harmonovega poročila, Patton zamenjal generalmajorja Lloyda Fredendalla kot poveljnik 2. korpusa. Kmalu zatem je bil povišan v generalporočnika in Patton je poskrbel, da je Omar Bradley postal njegov namestnik. S tem se je pričelo dolgoletno medvojno sodelovanje med dvema popolnoma drugačnima osebnostima. 
Rečeno je, da so njegove enote raje služile pod Pattonom kot pod njegovim predhodnikom, ker so bile njihove možnosti za preživetje pod Pattonom višje. Tako je Patton med drugim ukazal, da vsi pripadniki 2. korpusa nosijo železne čelade (tudi zdravniki v operacijskih dvoranah) in hkrati zahteval, da nosijo gamaše in kravate, s čimer so preprečili pike škorpijonov, pajkov in ugrize podgan, ki so včasih zlezle pod vojakove hlače. Vpeljal je tudi sistem kazni, da bi zagotovili britje vojakov in spoštovanje drugih pravil glede nošenja uniforme in izgleda. Kljub temu, da Patton s tem ni postal priljubljen pri vojakih, se je s tem vrnila disciplina in ponos, ki sta manjkala pod Fredendallovim poveljstvom. Vojaki so se glede njegovega vzdevka (Old Blood in Guts; Stara kri in pogum) šalili, da slednji označuje našo kri in njegov pogum. Slednji vzdevek pa je izhajal že iz časov sabljanja.
Zaradi boljše discipline je Patton kmalu zmagal v bitki za El Guettar. Sredi marca 1943 je protiofenziva ameriškega 2. korpusa, v sodelovanju z britansko 1. armado, porinila nemško-italijanske sile nazaj proti vzhodu. Medtem pa jih je britanska 8. armada, pod poveljstvom generala Bernarda Montgomeryja, istočasno potiskala proti zahodu, tako sta obe armadi pritiskali na nemško-italijanske sile, ki so se nahajale na vse manjšem področju Tunizije, dokler jih niso do sredine maje popolnoma odstranili iz Severne Afrike.

### Sicilija
Zaradi dobrega vodenja korpusa v Severni Afriki je bil Patton imenovan za poveljnika ameriške 7. armade, katero je prevzel med pripravami za na invazijo na Sicilijo. Sedmi armadi je bila tako namenjene zaščita levega (zahodnega) boka britanske 8. armade, medtem ko bi obe armadi skupaj napredovali proti Messini.
Častniki so si zapisali Pattonov govor, ki ga je imel neposredno pred invazijo na Sicilijo, v katerem je govoril o Italijanih in Nemcih:
Ko pristanemo pred sovražnikom, ga ne pozabite udariti in udarite ga močno. Ko srečamo sovražnika, ga bomo ubili. Pokazali mu ne bomo milosti. [Sovražnik] je ubil tisoče vaših tovarišev in mora umreti. Če vi četni častniki, vodeč svoje može proti sovražniku, odkrijete, da sovražnik strelja na vas in pridete na meter do njega in se želi predati - oh ne! Tak prasec mora umreti! Ubili ga boste. Zabodite ga med tretje in četrto rebro. O tem boste povedali svojim možem.Oni morajo imeti morilski nagon. Povejte jim, da ga naj zabodejo. Zabodejo naj ga v jetra. Dobili bomo imena morilcev in morilci bodo nesmrtni. Ko bo [sovražnik] izvedel, da se sooča z morilskim bataljonom, se bo boril manj. Izoblikovati si moramo ime kot morilci.— George S. Patton
Ameriška 7. armada je zavrnila več nemških protinapadov na mostišče, preden je pričela z napredovanjem proti severu otoka. Medtem pa je bila britanska 8. armada ustavljena južno od Etne pred močnimi nemškimi obrambnimi položaji. Poveljnik armadne skupine, feldmaršal Harold Alexander, je izvajal le minimalno kontrolo nad obema armadnima poveljnikoma. Montgomery je tako prevzel pobudo in se sestal s Pattonom glede nadaljnjega skupnega delovanja.
Patton je posledično organiziral začasni korpus, postavil Bradleyja za poveljnika in z njim hitro prodrl preko zahodne Sicilije, osvojil glavno mesto Palermo in se nato hitro obrnil na vzhod proti Messini. Ameriške sile so osvobodile pristaniško mesto, v skladu z novim Montgomery-Pattonovim načrtom. Kljub temu pa so Italijani in Nemci evakuirali vse svoje vojake in večji del svoje težke opreme čez Messinski preliv na italijansko kopno pod okriljem moćne protiletalske zaščite.

### Incident oklofutanja
Incident, ko je Patton 3. avgusta 1943 oklofutal vojaka Charlesa Kuhla, je skoraj zapečatil Pattonovo kariero.  
3. avgusta je Patton obiskal ranjence zadnje sicilske kampanje v 15. evakuacijski bolnici blizu Nicosie, ko je naletel na sedemindvajsetletnega vojaka Charles H. Kuhla iz 26. pehotne polka 1. pehotne divizije, ki je sključeno sedel na stolu sredi oddelka z ranjenimi vojaki. Leta pozneje je Kuhl potrdil to različico srečanja z generalom Pattonom, pri čemer se je spomnil, da so ob njegovem prihodu v bolniški šotor »vsi vojaki planili v pozor. Sam sem trpel za bojno utrujenostjo in nisem vedel, kaj storiti.«</ref name="Atkinson, Rick 1944, p. 147"/> Patton je nato krajši čas obiskoval druge paciente, nato pa se je vrnil in še naprej nadiral Kuhla.
Kljub temu, da je Kuhlov incident prejel največ publicitete, je 10. avgusta 1943 Patton podobno udaril in nadrl vojaka Paula G. Bennetta iz Čete C 17. poljskoartilerijskega polka 1. pehotne divizije v prostorih 93. evakuacijske bolnišnice.
Pattonovi reakciji v evakuacijskih bolnicah sta bili lahko deloma posledimi njegovega predhodnega srečanja z generalom Clarencem R. Huebnerjem, novoimenovanim poveljnikom 1. pehotne divizije (v kateri sta oba vojaka služila). Patton je vprašal Huebnerja, kako potekajo stvari na fronti, pri čemer mu je Heubner odgovoril: »Fronte linije se redčijo. Kot kaže je veliko število simulantov v bolnišnicah, ki simulirajo bolezen, da bi se izognili bojni službi.«
Skupina časopisnih poročevalcev je o Kuhlovem incidentu obvestila Eisenhowerjevega načelnika štaba generala Bedella Smitha. Ko je Eisenhower zvedel o incidentu, je ukazal Pattonu, da se opraviči in se je nato še sam opravičil vojaku ter »vsem tam prisotnim«. Novinarji so zahtevali, da Pattona zamenja, pri čemer sami ne bodo objavili zgodbe; to ponudbo je Eisenhower zavrnil. Kljub splošnemu vtisu Eisenhower ni resno mislil odstranili Pattona iz Evrope: »Če ta stvar kdaj pride ven, bodo zahtevali Pattonovo glavo in to bo konec Georgiejeve službe in tega preprosto ne morem dopustiti. Patton je pomemben za vojni napor - eden od zagotoviteljev naše zmage«.
Starši vojaka Kuhla niso želeli komentirati zadeve, »ker niso želeli spraviti v težave generala Pattona«. Vseeno pa je incident prišel v javnost, ko je kolumnist Drew Pearson 21. novembra o incidentu govoril v svojem radijskem programu. Pearsonova verzija pa ni bila točna, saj je določene dele zgodbe napihnil: tako je govoril, da je bil vojak pred incidentom vidno prizadet, da je Pattonu govoril, da se mora skloniti, da ga ne zadenejo sovražnikove granate in da ga je Patton nato udaril, da je vojak padel po tleh. Pearson je nato govoril še, da je Patton prejel hude kritike od svojih nadrejenih, program pa je začinil še z izjavo, da Patton ne bo nikoli več poveljeval v boju (kljub temu, da ni imel nobenih informacij o tem). SHAEF je zanikal Pearsonovo poročanje o hujših kritikah nad Pattonom, a je potrdil, da je Patton oklofutal najmanj enega vojaka. V kongresu in časopisju pa so se posledično vrstili pozivi po razrešitvi Pattona. Kljub vseenu pa je javnost bila večinoma naklonjena Pattonu in celo Herman F. Kuhl, oče vojaka Kuhla, je pisal svojemu kongresniku, kjer je zapisal, da je odpustil Pattonu in prosil, da ga ne kaznujejo.
Po predvajanju filma Patton leta 1970 je Charles H. Kuhl podoživel incident, pri čemer je dejal, da ga je Patton klofutnil preko obraza in nato brcnil, ko je odhajal. Po Pattonovemu odhodu so ga v bolnišnici sprejeli nazaj na oddelek in ugotovili, da ima malarijo. Pozneje se mu je Patton osebno opravičil v prostorih svojega štaba: »Dejal je, da ni vedel, da sem bil bolan«. Kuhl, ki je pozneje delal kot čistilec za Bendix Corporation (Indiana), je dejal tudi, da je Patton bil »velik general« in da v času incidenta »meni, da je bil Patton sam tudi izčrpan«. Kuhl je umrl 24. januarja 1971.
Potem ko se je posvetoval z načelnikom Generalštaba Kopenske vojske ZDA Georgom Marshallom, sekretarjem za vojno Henryjem L. Stimsonom in pomočnikom sekretarja za vojno Johnom J. McCloyjem, je Eisenhower obdržal Pattona v Evropi, a mu ni dodelil večjega poveljstva. Marshall in Stimson sta podpirala to odločitev in jo tudi branila. V pismu senatu je Stimson zapisal, da mora Patton ostati zaradi »njegovega agresivnega, zmagujočega vodstva v težkih bitkah, ki bodo prišle pred končno zmago«.
Namesto Pattonova je bil Bradley povišan v generalporočnika in bil konec leta 1943 imenovan za vrhovnega poveljnika ameriških kopenskih sil za prihajajočo invazijo na Normandijo. Po dnevu D je Bradley postal poveljnik ameriške 1. armade. Ta odločitev ni temeljila samo na incidentu oklofutanja, ampak tudi na potrjenih obveščevalnih podatkih, da Nemci pričakujejo, da bo Patton poveljeval zavezniški invaziji na ozemlje pod nadzorom Tretjega rajha. Eisenhower je tako Pattonovo odsotnost z bojišča izkoristil, da je prepričal Nemce, da se Patton pripravlja na invazijo na Evropo. V desetih mesecih je Patton tako dalj časa ostal na Siciliji, zaradi česar so Nemci mislili, da bo bila invazija izvedena na južno Francijo. Potem ko pa je Patton preživel nekaj časa v Kairu, pa so mislili, da se bodo zavezniki izkrcali na Balkanu. Nemci so tako sledili Pattonovim potovanjem in spreminjali možno lokacijo invazije.
V mesecih pred 6. junijem 1944 je Patton dal več javnih govorov kot poveljnik neobstoječe 1. armadne skupine (FUSAG), s katero naj bi izvedel invazijo na Francijo preko Calaisa. To je bil del zavezniške črno-propagandne operacije Fortitude. Posledično so Nemci prestavili svoje sile in se tako počasi odzvali na dejansko izkrcanje v Normanciji.

### Normandija
Po invaziji na Normandijo je bil Patton postavljen za poveljnika ameriške 3. armade, ki se je nahajala na skrajnem desnem (zahodnem) krilu zavezniških kopenskih sil. Njegov dobri prijatelj, Gilbert R. Cook, je bil njegov namestnik, dokler ga ni Patton razrešil zaradi bolezni; odločitev, katera ga je pretresla do kosti. 3. armada je postala operativna ob poldnevu 1. avgusta 1944. Patton jo je vodil v zadnjem delu operacije Kobra, v kateri so zavezniki prodrli iz Normandije ter nato simultano napadel zahodno (v Bretanijo), južno, vzhodno proti Senni in severno, pri čemer je armada zajela več sto tisoč nemških vojakov v Chamboiskem žepu med Falaisom in Argentanom (Orne).
3. armada je po navadi uporabljala izvidniške enote, ki so imele nalogo ugotoviti sovražnikovo moč in njegove položaje. Vsako armadno kolono je ščitila patrulja treh ali štirih lovskih bombnikov P-47, ki so opravljali bojno zračno patruljo (CAP). Samovozna artilerija je bila dodeljena predhodnim enotam in se je tako nahajala neposredno v bližini bojišča, zaradi česar je lahko indirektno obstreljevala nemške položaje. Uporabljali so tudi lahka letala (kot L-4 Piper Cub) za artilerijsko opazovanje in izvajanje zračnega izvidništva. Potem ko so bili odkriti nemški položaji, so v napad poslali mehanizirano pehoto s tankovsko podporo. Preostale oklepne enote so nato prodrle čez nemške položaje ter obdržale nenehen stik z umikajočimi branilci, da so tako preprečili njihovo reorganizacijo in morebitno protiofenzivno oz. bolje defenzivno delovanje. Oklepna vozila so se dostikrat posluževala napredovanja z izvidništvom s streljanjem.; tako so izmenično uporabljali mitraljeze in topove za obstreljevanje morebitnih položajev (katere bi lahko uporabljali nemški branilci), da bi tako izzvali povratni ogenj branilcev, ki bi tako razkrili svoje položaje. Za opravljanje izvidništva s streljanjem se je za najbolj primerno orožje izkazal težki mitraljez M2 Browning kalibra 12,7 mm. Na svojem premiku od Avranchesa do Argentana je tako 3. armada napredovala neovirano, pri čemer je v dveh tednih prevozila 50 km. Zaradi takega hitrega napredovanja so se Pattonove enote morale vse bolj posluževati zračnega izvidništva in taktične zračne podpore. Pattonove oklepne divizije so tako pogosto uporabljale taktične lovske bombnike iz 19. taktičnega zračnega poveljstva (XIX Tactical Air Command) 9. zračne armade, da je zavarovala svoj redni (južni) bok v svojem napredovanju proti Seini.
Za hitro napredovanje 3. armade pa je bilo enako pomembno tudi hitro napredovanje oskrbovalnih enot in služb. Poveljnik logistike 3. armade je bil polkovnik Walter J. Muller, Pattonov G-4, ki je bil ključen za modernizacijo logističnih principov, s katerimi je zadovoljil vse potrebe zaradi hitrega napredovanja preko Francije. Fleksibilnost, improvizacija in prilagoditev so bile ključne zahteve za oskrbovalne službe oklepne divizije 3. armade, da so dejansko omogočili prebitje sovražnikove obrambe. Komunikacijska sekcija je identificirala potrebne radijske mreže ter tehniko, ki so jo potrebovali zaradi razgibanega terena (gosto poselitev in bocage). Bojni inženirci so izvedli analizo mostovnih potreb, cestne situacije, prometnic in križišč, oskrbovalnih potreb ter geodetsko-zemljevidnih potreb za načrtovano hitro napredovanje. Patton je prebral celo The Norman Conquest (delo Edwarda A. Freemana), pri čemer »je bil pozoren na ceste, ki jih je uporabil Viljem Osvajalec v njegovih operacijah v Normandiji in Bretaniji«.
Pattonove sile so bile del zavezniških sil, ki so osvobodile severno Francijo, pri čemer so obšle Pariz. To mesto so osvobodili vojaki 2. svobodno-francoska oklepna divizija, katero je vodil general Leclerc, francoski vstajniki v mestu in pripadniki ameriška 4. pehotna divizija. Francoska 2. oklepna divizija je bila pred tem izvzeta iz sestave ameriške 3. armade, tako da so številni francoski vojaki ob osvoboditvi Pariza mislili, da so še vedno del slednje armade.

### Lorena
Hitro napredovanje generala Pattona pa je bilo nenadoma zaustavljeno 31. avgusta 1944, ko je 3. armadi dobesedno zmanjkalo goriva blizu reke Moselle tik pred Metzem (Francija). Ena izmed razlag za to je bila Pattonova ambicija, da bi (sam) zavzel Nemčijo in da ni sprejel dejstva, da 3. armada izvaja sekundarni napad. Drugi pa krivdo za pomanjkanje goriva pripisujejo generalu Johnu C.H. Leeju, poveljniku Komunikacijske cone, ki je prav takrat opravljal premik svojega štaba v bližino Pariza, pri čemer je uporabil 30 transportnih čet tovornjakov, ki bi jih lahko bolje uporabili za dovoz potrebnega goriva.
Patton je tako pričakoval, da bo vrhovni poveljnik Eisenhower zagotovil potrebno oskrbo goriva, streliva in drugih potrebščin, da bo lahko nadaljeval z napredovanjem. A Eisenhower je zagovarjal doktrino široke fronte in ne kocentričnega napada na ozkem delu fronte, zaradi česar bi lahko bila ogrožena bočna zaščita enojnega napada, ki bi tako lahko izgubil napredovalni moment. Kljub temu pa je Eisenhower namenil Montgomeryjevi 21. armadni skupini prioriteto za oskrbovanje pred operacijo Market Garden. Kombinacija favoriziranja Montgomeryja in preusmeritev transportnih sredstev za transport zalednih štabov je pripomogla k temu, da je 3. armadi zmanjkalo goriva, da ni mogla izkoristiti slabotne nemške obrambe. Konec septembra je bil večji nemški oklepni protinapad namenjen dokončni zaustavitvi Pattonovega napredovanja; v bitki za Arracourt je ameriška 4. oklepna divizija premagala nemške napadalce. Kljub tej zmagi pa je 3. armada obstala zaradi Einsenhowerjevega povelja. Ironično pa je, da so Nemci predvidevali, da je prav njihov protinapad zaustavil Pattonovo armado.
Pattonovo hitro napredovanje je dokončno pokazalo njegovo sposobnost uporabe tehnoloških pridobitev Kopenske vojske ZDA. Za posebno pomembna dejavnika pri zavezniškemu uspehu v francoski kampanji leta 1944 sta se izkazala mobilnost in zračna premoč. Kopenska vojska ZDA je tako imela večje število tovornjakov, več zanesljivih tankov ter boljšo komunikacijsko opremo, kar je pripomoglo k sposobnosti delovanja z večjim tempom. Za največjo prednost ameriške 3. armade pa se je izkazala uporaba neposredne zračne podpore; tako je slednja armada imela večjo skupino generalštabnih častnikov G-2, ki so bili posebej zadolženi za koordiniranje zračnih napadov, kot katerakoli druga armada. Tretji armadi je bilo tako dodeljeno 19. taktično zračno poveljstvo, kateremu je poveljeval general Otto P. Weyland. Taktiko zaščite oklepne kolone je razvil general Elwood Quesada (9. taktično zračno poveljstvo) za 1. armado med operacijo Kobra; v sklopu 3. armade pa so kontrolorje zračnega prometa namestili v oklepnike v konici napada, da so po potrebi priklicali na pomoč zračno enoto in jo usmerili v napad na cilj na tleh pred njimi . Zaradi Pattonovega bliskovitega napredovanja pa je ta del zavezniške fronte bil izpostavljen morebitnim bočnim nemškim napadom, zato sta Weyland in Patton razvila koncept intenzivnega zračnega izvidništva za nemškimi oklepnimi enotami, da bi na ta način zaščitili izpostavljene boke. 19. taktično zračno poveljstvo pa je uporabljalo tudi radar  Microwave Early Warning (MEW), s katerim so nadzorovali nemški letalski promet; radar pa so uporabili tudi za koordiniranje letalskih poti lastnih letal, ki so izvajala neposredno taktično podporo. Tesno sodelovanje med 3. armado in 19. taktičnim zračnim poveljstvom je zagotovilo največje število neposrednih letalskih napadov med vsemi tremi armadami (1., 3. in 9. armado). Kljub temu pa je Eisenhower sledil tradicionalni metodi širokega, frontalnega napredovanja, kljub temu da je Patton dokazoval, da lahko en, osredotočen in močno podprt napad doseže iste oz. celo boljše rezultate. 
Zaustavitev 3. armade v septembru je Nemcem omogočila, da so se reorganizirali in utrdili obrambne položaje, še posebej v t. i. Festung Metz. Tako je fronta v oktobru povsem mirovala. Šele naslednji mesec je zbral toliko sredstev, da je lahko začel novo ofenzivo. Napadel je 8. novembra 1944, toda storil je napako ker je napadel v slabem vremenu in na preširoki fronti, tako da mu v počasnem napredovanju ni uspelo prebiti nasprotnikovih linij ampak ga je le počasi potiskal nazaj. V decembru je le prišel do nemške meje, kjer pa ga je sovražnik pričakal v utrjeni Sigfriedovi liniji in tu so ga čakali novi zagrizeni boji. Tako je bila 3. armada skozi celotno jesen vpletena v skoraj popolno pozicijsko bojevanje z Nemci, pri čemer sta obe strani utrpeli visoke izgube za malo doseženega. Šele 23. novembra so Američani osvojili Metz; to je bila prva okupacija mesta po francosko-pruski vojni. Iz te slepe ulice v Loreni in na meji ga je rešilo decembrsko dogajanje na Ardenski fronti kjer je dobil novo priložnost za dokazovanje. V samih lorenskih bojih pa se Patton ni posebej izkazal, storil je več napak, ki jih gre pripisati njegovi vihravosti in prevelikemu optimizmu. Predvsem bode v oči napad na široki fronti zaradi katerega ni bil sposoben prodreti saj je razsipaval z močjo brez večjega učinka. Nemci so se le počasi umikali v taktiki elastične obrambe in se zatem umaknili v mejne utrdbe kjer so ga tudi ustavili. Tako je Patton poceni izčrpal lastno ofenzivo za katero je na začetku menil, da ga bo hitro pripeljala vse do Rena.

### Ardeni
Decembra 1944 je Wehrmacht sprožil ofenzivo zadnjega upanja na zahodni fronti, ko je bila sprožena operacija Straža na Renu; slednja se je razlila po Belgiji, Luksemburgu in severni Franciji. Pod poveljstvom feldmaršala Gerda von Rundstedta je 16. decembra 1944 29 nemških divizij (okoli četrt milijona vojakov) napadlo najšibkejši del zavezniške linije, jih prebilo in se usmerili proti reki Meuse, v eni najhujših evropskih zim zadnjih let. General Eisenhower je zjutraj 19. decembra sklical sestanek vseh višjih zavezniških poveljnikov zahodne fronte v svojem štabu, ki je bil takrat nastanjen blizu Verduna, da skupaj razvijejo stategijo in odgovor na nemško ofenzivo. Ameriški viri so ofenzivo poimenovali bitka za izboklino (Battle of Bulge).
V tem času je bila Pattonova 3. armada vpletena v težke boje blizu Saarbrückna. Predvidajoč namen sestanka zavezniških poveljnikov je Patton ukazal svojemu štabu, da so izdelali tri različne operativne ukaze, s katerimi bi se 3. armada umaknila iz bojev pri Saarbrücknu in začela ofenzivno delovanje proti nemškim položajem v Ardenih. Sestanek vrhovnega poveljstva, katerega je bodil Eisenhower, so se udeležili generali Patton, Bradley in Jacob Devers, generalmajor Kenneth Strong, namestnik vrhovnega poveljnika Arthur Tedder ter večje število štabnih častnikov. Eisenhower je sestanek pričel s trditvijo, da nemška ofenziva ni katastrofa, ampak priložnost ter da hoče videti samo vesele obraze.
Ko je Eisenhower vprašal Pattona, koliko časa bi rabil, da njegovih 6 divizij zapusti trenutne boje in prične s protinapadom, s katerim bi zmanjšal nemški pritisk na 101. zračnoprevozno divizijo, mu je odgovoril: »Takoj ko končate z menoj« Nato je pojasnil, da je že pred sestankov dal izdelati tri različne načrte in da bo bodo 21. decembra (čez 48 ur) tri divizije izvedle protinapad. Eisenhower ga je zavrnil, da je to prezgodaj in da njegove tri divizije ne bodo pripravljene ter bo enote pošiljal postopoma. Patton je še enkrat razložil, da so vsi ukazi pripravljeni in da njegov štab samo čaka na njihovo izvršitev. Eisenhower mu je vseeno ukazal, da naj protinapad sproži šele zjutraj 22. decembra z najmanj tremi divizijami. Takoj po sestanku je Patton odšel k poljskemu telefonu in poklical svoj štab ter dejal le »Play ball« (Sproži igro.). Ta kodna besedna zveza je sprožila predhodno dogovorjeni operativni načrt, po katerem so mobilizirali tri ameriške divizije (4. oklepno, 80. pehotno in 26. pehotno divizijo) in jih poslali severno proti Bastognu. Operacijski načrt je vključeval seznam vpletenih enot, transportni razpored sil, logistične potrebe (gorivo, oskrba), varnostne zahteve,... Skupaj pa je Patton razporedil vseh šest divizij (3. in 12. korpus) v dolgi črti od Bastogna do Diekircha do Echternacha . V nekaj dneh je tako več kot 133.000 vozil 3. armade vozilo v napad, pri čemer so skupaj prevozili razdaljo 1,5 milijona milj, pri čemer so oskrbovalne enote premaknile okoli 62.000 ton zalog.
21. decembra se je Patton srečal z Bradleyjem, da sta predabatirala napad naslednjega dne: »Brad, tokrat je Nemec vtaknil svojo glavo v mesoreznico in jaz držim držalo« Patton je zagovarjal, da njegova 3. armada napreduje proti Koblenzu, s čimer bi odrezala celotno nemško izboklino v zavezniških položajih in obkolili vse vpletene nemške sile. Bradley je dal veto na ta načrt, saj je bila njegova primarna skrb rešitev ameriških sil v obkoljenem Bastognu in ne ubitje večjega števila Nemcev.
Da bi ameriške sile imele dobro vreme med napredovanjem, s čimer bi lahko izvajali neposredno taktično podporo, je Patton ukazal kaplanu 3. armade polkovniku Jamesu O'Neillu, da sestavi primerno molitev. Ko se je vreme kmalu zatem razjasnilo, je Patton O'Neilla takoj odlikoval s bronasto zvezdo.
Med napadom je Patton poveljeval svojim divizijam neposredno na fronti. Dostikrat je v svojem poveljniškem avtomobilu prehitel lastne enote, se nato ustavil in spodbujal enote, da hitreje napredujejo. Eden izmed podčastnikov se je tako spominjal: »Na poti proti Bastognu smo dostikrat videli Pattona ob robu ceste, ko nam je mahal. Ne vem, kako je bil nenehno pred nami, a je bil. Patton je bil tam in poskrbel, da se stvari odvijajo. Bil je delaven človek ... in velik general. Patton je imel teorijo, da Nemci ne znajo dobro streljati na umiku. Zato ni nikoli hotel se ustaviti. Edinokrat, ko se je ustavil na bojišču, je bilo, ko mu je zmanjkalo goriva«.
26. decembra 1944, ko so predhodne enote 4. oklepne divizije dosegle Bastogne, je bil odprt koridor za oskrbe in nadomestne enote. Pattonova operacija izločitve šestih divizij, premika vseh treh operacij v zimi in rešitev Bastogna velja za enega največjih Pattonovih dosežkov med celotno vojno. Avtor John Macdonald slednjega označuje za enega najboljših primerov mojstrstva uporabe vojaške logistike, rekoč »morebiti njegov največji vojaški dosežek, ki je še vedno nepresežen, je logistična prerazporeditev, v 24 urah, celotnega armadnega korpusa med bitko za izboklino« Patton je bil tudi enega mnenja, pri čemer je trdi, da je bila rešitev Bastogna »naša najbolj briljantna operacija do sedaj in je po mojem mnenju izvrsten dosežek vojne. To je moja največja bitka.«

### Prečkanje Rena
Do februarja 1945 so bili Nemci v polnem umiku in Patton je s svojo armado prodrl v Posarje. Še enkrat je Patton doživel, da je višje poveljstvo dajalo prednost (v gorivu in oskrbi) drugim poveljstvom. Feldmaršal Montgomery je tako predlagal, da bi Pattonove sile zadržali v obrambni liniji na reki Ren. A Patton kaj takega ni načrtoval in je takoj pričel izvajati izvidništvo s silo. Ameriška 5. pehotna divizija iz sestave 3. armade je v noči 22. marca 1945 prečkala Ren pri Oppenheimu, 36 ur pred načrtovanim Montgomeryjevim prečkanjem Rena - operacijo Varsity. Da bi dobili gorivo in drugo oskrbo, so se logistiki in oskrbniki 3. armade izdajali za pripadnike 1. divizije; v enem takem primeru so tako dobili več tisoč galon goriva iz skladišča goriva 1. armade. V prvem dnevu so Pattonove sile vzpostavile pet km globoko mostišče ter zajele 19.000 demoraliziranih nemških vojakov.

### Task Force Baum
26. marca 1945 je Patton poslal Task Force Baum (sestavljeno iz 314 vojakov, 16 tankov in drugih vozil) 80 km globoko v sovražnikovo zaledje, da bi osvobodili taborišče vojnih ujetnikov OFLAG XIII-B blizu Hammelburga. Eden izmed tamkajšnjih vojnih ujetnikov je bil tudi Pattonov zet podpolkovnik John K. Waters. Celotna operacija je bila popolna katastrofa; samo 35 vojakov se je vrnilo, vsi drugi so bili ubiti ali zajeti ter izgubili so vseh 57 vozil. Waters je bil ustreljen in so ga morali pustiti v taborišču. Ko je Patton zvedel za neuspeh, je pobesnel. Sam je pozneje izjavil, da je bila to njegova edina napaka, storjena med drugo svetovno vojno. Prepričan je bil, da bi moral poslati celotno Bojno poveljstvo (Combat Command), silo trikrat močnejšo od TF Baum.

### Zadnje ofenzivne operacije
14. aprila 1945 je bil Patton povišan v polnega generala (štirizvezdni čin); njegovo povišanje je že dolgo zagovarjal sekretar za vojno Stimson kot priznanje za Pattonove dosežke med letom 1944. Pattonov operacijski štab je pripravljal že načrte za zasedbo Prage, ko je Eisenhower zaradi pritiska Sovjetske zveze ukazal, da se ameriške sile na Češkoslovaškem ustavijo tik pred mestom. Pattonove sile so 6. maja 1945 osvobodile Pilsen in večino zahodne Bohemije.
V svojem napredovanje od Rena do Labe je Pattonova 3. armada osvojila 32.763 kvadratnih milj sovražnikovega ozemlja. V tem obdobju je 3. armada doživela tudi svoje največje izgube: 2.102 padlih, 7.954 ranjenih in 1.591 pogrešanih vojakov. Sovražnikove izgube v tem času pa so nanesle 20.100 padlih, 47.700 ranjenih in 653.140 ujetih.</ref name="Wallace, Brenton G. 1946, pp. 194-195"/> Od pričetka delovanja 1. avgusta 1944 v Normandiji do 9. maja 1945 je bila 3. armada v 281 dneh bojev.</ref name="Wallace, Brenton G. 1946 pp. 194-195"/> Napredovala je dalje in hitreje kot katerakoli druga armada v vojaški zgodovini, pri čemer je prečkala 24 večjih rek in osvojila 81.500 kvadratnih milj sovražnikovega ozemlja, vključno z več kot 12.000 mesti in večjimi naselji.</ref name="Wallace, Brenton G. 1946 pp. 194-195"/> Z normalno močjo med 250.000 in 300.000 vojaki je 3. armada ubila, ranila ali zajela okoli 1.811.388 sovražnikovih vojakov, šestkrat več kot je imela pripadnikov.</ref name="Wallace, Brenton G. 1946 pp. 194-195"/> 3. armada pa je imela 16.596 padlih, 96.241 ranjenih in 26.809 pogrešanih v akciji, skupaj torej 139.646 žrtev, pri čemer je razmerje skoraj 1:13 v ameriško korist.

## Junijski obisk Kalifornije
Dostikrat je v zgodovini spregledan topli sprejem, ki ga je Patton doživel 9. junija 1945, ko je bil skupaj z generalporočnikom Zračnih sil Kopenske vojske ZDA Jimmyjem Doolittlom počaščen s parado v Los Angelesu in sprejemom v Los Angeles Memorial Coliseumu pred množico več kot 100.000 ljudmi. Naslednji dan sta Patton in Doolittle obiskala metropolitansko področje Los Angelesa. Patton je tako govoril pred mestno hišo v Burbanku in na stadionu Rose Bowl v Pasadeni. Pri tem je bil oblečen v popolno uniformo s čelado, na kateri je bila vrsta štirih zvezd, s polno medalj na prsih in dvema pištolama s slonokoščenima držaloma. V svojem govoru je uporabil številne kletvice, kot je bil navajen z govorov pred vojaki; govoril je o razmerah v Evropi in o ruskih zaveznikih. To je do zdaj edini znani primer, ko je Patton nastopil pred večjo civilno množico v ZDA.
Med obiskom je Patton podaril izvirno kopijo Nürnberških zakonov iz leta 1935, ki jo je skrivoma pretihotapil iz Nemčije, Knjižnici Huntington iz San Marina. Ob izročitvi je Patton zaprosil, da prejema knjige uradno ne zabeležijo in tudi v času njegovega življenja ne razkrijejo, da imajo zakoniko (po njegovi zaslugi). Knjižnica je zakonik obdržala kljub pravnemu navodilu iz leta 1969, po katerem je knjižnica morala (zaradi zahteve Pattonove družine) predati vso Pattonovo zapuščina kongresni knjižnici. 26. junija 1999 je takratni predsednik Knjižnice Huntington, Robert Skotheim, uradno objavil, da bo nürnberški zakon knjižnica za stalno posodila Kulturnemu centru Skirball iz Los Angelesa. 25. avgusta 2010 je NARA oznanila, da bo zakonik dodeljen v njihovo zbirko.

## Prometna nesreča in smrt
9. decembra 1945 je bil Patton huje ranjen v prometni nesreči. On in njegov načelnik štaba, generalmajor Hobart R. Gay, sta bila na dnevnem izletu, da bi lovila fazane na podeželju okoli Mannheima. Vozila sta se v Cadillacu Model 75, katerega je vozil poddesetnik Horace L. Woodring (1926–2003), pri čemer je Patton sedel na zadnjem desnem sedežu in general Gay na njegovi levi. Ob 11:45 blizu Neckarstadta (Mannheim-Käfertal) je 2-tonski tovornjak GMC, katerega je vozil tehnični vodnik Robert L. Thompson, naredil levi zavoj pred Pattonovim vozilom. Slednje je z nizko hitrostjo trčilo v prednji del tovornjaka.
Sprva se je zdelo, da je nesreča le manjša, saj sta bili vozili le v najmanjši meri poškodovani in nihče v tovornjaku, kot Gay in Woodring, ni bil poškodovan. A nato se je izkazalo, da je Patton naslonjen nazaj na sedežu in da težko diha; med trkom je namreč z glavo udaril v kovinski del razdelitve med prvimi in zadnjimi sedeži. Udarec je povzročil težko poškodbo hrbtenice. Paraliziran od vratu navzdol, je bil nemudoma odpeljal v vojaško bolnišnico v Heidelberg, kjer so ugotovili kvadriplegijo. 21. decembra 1945 je Patton umrl zaradi pljučne embolije. Pogrebna slovestnost so imeli v Kristusovi cerkvi (Christuskirche) v Heidelberg-Südstadtu.
Nesreča in zadnji dnevi Pattona so bili dramatizirani v filmu The Last Days of Patton iz leta 1986, v katerem je Pattona ponovno upodobil George C. Scott.
Pattona so sprva pokopali na Luksemburškem ameriškem pokopališču in spomeniku (Luxembourg American Cemetery and Memorial) v Hammu, kjer so pokopani pripadniki 3. armade; to so storili na Pattonovo željo, ki si je želel »biti pokopan z mojimi možmi«. 19. marca 1947 so njegove posmrtne ostanke prekopali na bolj imenitno mesto na pokopališču, na čelo njegovih mož. Na družinskem pokopališču v San Gabrielu so mu postavili nagrobnik in v tamkajšnji cerkvi mu posvetili tudi okno iz obarvanega stekla, na katerem je med drugim upodobljen na tanku. Prav tako so mu na področju cerkve postavili še spomenik. 
Pattonov avtomobil so pozneje popravili in ga vrnili v uporabo. Trenutno se nahaja v zbirki (skupaj z drugimi Pattonovimi rečmi) Muzeja generala Georga Pattona v Fort Knoxu.

## Kontraverznosti in kritike

### Pattonovi problemi s humorjem, izgledom in novinarji
Medtem ko je bil Eisenhower priljubljen med vojaki (tudi zaradi njegovega smisla za humor, uperjenega proti njemu), je Patton sovražil šale o sebi rekoč, če bi jih sprejel kot šale, bi se posledično zmanjšal njegov ugled pri vojakih, ki bi morali spoštovati svojega poveljnika.
Patton naj bi tako imel visoko spoštovanje do vseh vojakov pod njegovim poveljstvom, še posebej do ranjencev. A do vojakov s psihološkimi problemi, nastalimi na bojišču, ni čutil usmiljenja, ampak jih je označil za simulante. Številne Pattonove direktive so bile namenjene oskrbi navadnih vojakov pod njegovim poveljstvom; tako je ukazal, da se jim razdelijo zaplenjene sovražnikove zaloge hrane in (alkoholne) pijače. Ta njegova skrb je bila spregledana s strani medijev in so raje poročali o njegovem sistemu kazni za častnike kot vojake, ki se niso dnevno brili in niso nenehno nosili čelad ter gamaš. Vojaki, ki so se neposredno borili s sovražniki, so imeli prednost pri dostavi pošte, razdelitvi tople hrane, uporabi tušev, izdajanju uniform,... kot tudi pri izdajanju dovolilnic za izhod in menjavi celotne enote iz frontnih linij. Skrb za dobrobit vojakov je šla tako daleč, da je Patton (neuspešno) poskušal prepričati vodnika Billa Mauldina, ilustratorja v reviji Stars and Stripes, da neha prikazovati vojake kot izmučene in raztrgane,..., ampak naj jih raje prikazuje bolj spodobno.
Patton je bil tudi znan po občasnih odkritih kritikah: »Dvoje najbolj nevarnih orožij, ki jih imajo Nemci, so naš oklepni poltovornjak in džip. Poltovornjak zato, ker vojaki v njem postanejo pogumni, ker mislijo, da so v tanku. Džip pa zato, ker imamo mnogo slabih voznikov«. Med ardensko ofenzivo je Patton dejal, da bi zavezniki »morali pustiti prasce [Nemce] priti vse do Pariza, nakar pa bi jih morali odrezati in zajeti!« Prav tako je predlagal, da bi njegova 3. armada »potisnila Britance [njihove zaveznike] nazaj v morje v drugem Dunkirku«.
Medtem ko ima Patton danes sloves višjega generala, ki je bil tako neučakan kot tudi impulziven, z malo tolerance do častnikov, ki niso uspeli na bojišču, je resnica drugačna. V primerjavi z poveljnikom Omarjem Bradleyjem, je Patton med celotno vojno odslovil le enega generala (Orlanda Warda), pa še to po dveh opozorilih; Bradley pa je med vojno odslovil oz. zamenjal številne generale. .
Patton je tudi namerno vzdrževal podobo nenehno urejenega vojaka, v upanju, da bo to motiviralo njegove vojake. Po navadi je nosil spolirano čelado, jahalne hlače in visoke jahalne škornje. Njegova najbolj znana osebna oborožitev sta bila dva revolverja (a Colt Single Action Army .45 Peacemaker in pozneje S&W Model 27 .357), ki sta imela slonokoščena ročaja in sta bila prekrita z nikljem. Njegova vozila so bila označena z (pre)velikimi oznakami čina in opremljena z sirenami. 
Kljub temu, da je Patton imel številne kritike med novinarji, pa so ga drugi hvalili v svojih člankih. Tako je novinar UPI-ja zapisal: »General George S. Patton verjame, da je najboljši vojak vseh časov. Sam sebe je prepričal, da ne bo nikoli podlegel dvomu. Ta njegova popolna vera v samega vase kot stratega in mojstra poguma, je okužila celotno njegovo armado. Tako da so možje drugega ameriškega korpusa v Afriki in nato tretje armade v Franciji nenazadnje verjeli, da so pod njegovim poveljstvom nepremagljivi.«

### Po nemški predaji
Po kapitulaciji Tretjega rajha 8. maja 1945 je Patton ocenil, da bo Sovjetska zveza prekinila zavezništvo z ZDA. Zaskrbljen je bil, da okoli 25.000 ameriških vojaških ujetnikov, ki jih je osvobodila Rdeča armada, ne bo prišlo nazaj domov. Tako je svojim nadrejenim predlagal, da se Sovjete izžene iz srednje in vzhodne Evrope, dokler je sovjetska Rdeča armada šibka, slabo opremljena in posledično premagljiva, ter dokler ne utrdi svoj položaj in oblast v "osvobojenih" državah. Glede tega se je obrnil na podsekretarja za vojno Roberta P. Pattersona, da bi se ukinil t. i. točkovni sistem (po koncu spopadov so Američani uvedli sistem, preko katerega so vojaki bili demobilizirani na podlagi točkovanja dolžine trajanja vojaškega služenja), s čimer je njegova 3. armada izgubljala vojake: »Gospod sekretar, za Božjo voljo, ko pridete domov, ustavite ta točkovni sistem; ustavite razkroj teh armad. Obdržite spolirane škornje, nabrušene bajonete in prikažite sliko sile in moči tem ljudem, Sovjetom. To je edini jezik, ki ga oni razumejo« Ko ga je Patterson, ki je nekaj mesecev pozneje postal sekretar, vprašal, kaj bo naredil, mu je Patton odgovoril: »Želim, da Rdeči armadi poveste, kje so njihove meje in jim daste omejen čas, da se vrnejo nazaj od koder so prišli. Opozorite jih da, če tega ne bodo storili, jih bomo mi potisnili nazaj «
Osebno je bil Patton razočaran zaradi odločitve vodstva Kopenske vojske ZDA, katero mu ni zaupalo poveljstva na Pacifiku. Razočaran s svojim položajem vojaškega guvernerja Bavarske in v depresiji, ker je bil prepričan, da se ne bo nikoli več bojeval, je pričel dajati vse bolj nesmiselne izjave in se tako pričel tudi obnašati. Carlo D'Este v delu Patton: A Genius for War je tako njegovo obnašanje pripisal poškodbi možganov zaradi več poškodb glave med avtomobilskimi in jahalnimi nesrečami.
Zaradi svojih izjav je bil  slabo zapisan pri nadrejenih in v ameriški javnosti. Kot podpornik republikancev, je primerjal poražence ameriških volitev in naciste v Nemčiji, rekoč da je biti nacist v Nemčiji, enako kot »biti demokrat v ZDA«. Kmalu zatem je bil razrešen poveljevanja 3. armade in bil premeščen v 15. armado, ki je bila armada le na papirju. Pričel je pripravljati zgodovino vojne.

### Prepričanja glede rase in nacionalnosti
Njegova prepričanje glede manjšin so se spreminjala skozi čas in glede na okoliščine, pri čemer je bila najpomembnejša vojaška potreba. 
O črnih vojakih: Individualno so oni dobri vojaki, a sem že pred časom izrazil svoje prepričanje in nikdar nisem našel potrebe, da bi jih zamenjal, da 
obarvani vojak ne more dovolj hitro misliti, da bi se bojeval v oklepu.
Patton pa je tudi dejal, da je bolj kot rasa ali religija pomembna kakovost vojaške službe:
Ne briga me, kdo je človek. Lahko je črnuh ali Žid, a če obvlada zadevo in stori svojo nalogo, potem lahko ima vse, kar imam. Bog! Ljubim ga.
Pozneje je Patton nagovoril skupino afroameriških tankistov:
Možje, vi ste prvi črnski tankisti, ki se borite v ameriški vojski. Nikdar ne bi zaprosil za vas, če ne bi bili dobri. Nimam nič drugega kot najboljše v svoji armadi. Ne briga me barva vaše kože, dokler greste tja in ubiti tiste Nemce, pasje sinove. Vsi vas gledajo in od vas pričakujejo velike stvari. Večina vaše rase gleda na vas. Ne razočarajte jih in prekleto, ne razočarajte mene!
Patton je prav tako zahteval, da se v vojaške tribunale doda črnske častnike, ko so bili sojeni črnski pripadniki. Med vojno v Evropi je največ časa preživel s svojim afroameriških pomočnikov vodnikom Meeksom, več kot z drugimi, pri čemer se je med njima razvil odnos medsebojnega spoštovanja, ki je presegal običajni odnos med generalom in njegovim puršem. Patton ni maral Britance, je pa cenil Montgomeryjeve organizacijske sposobnosti, bolj kot sta jih cenila Eisenhower ali Bradley.
Po osvoboditvi KZ Buchenwald je bil Patton zgrožen nad odkritjem. Nemški domačini so večinoma govorili, da niso vedeli za uničevalno dejavnost taborišča, medtem ko so nekateri priznali, da so vedeli za zločine, a niso mogli nič narediti. Posledično je Patton ukazal, da so okoli 2.000 okoliških prebivalcev prisilili k ogledu taborišča in tako sami videli, kaj so Nemci storili v taborišču.
Kljub temu da je bila velika večina njegovih prepričanj v skladu s splošno mentaliteto tistega časa, pa je bil občasno izredno neposreden pri izražanju. Tako je nekoč dejal:
Težava pri razumevanju Rusa je v tem, da se mi ne zavedamo dejstva, da on ni Evropejec, ampak je Azijec in tako misli zlobno. Mi ne moremo razumeti Rusa, kot tudi ne Kitajca ali Japonca, in od tega kar sem videl, nimam nobene večje potrebe, da bi jih razumel, razen da vem koliko svinca ali železa je potrebno, da se jih ubije. Poleg njegovih drugih pretkanih lastnosti pa Rus tudi nima nobenega spoštovanja do človeškega življanja in vsi so pasji sinovi, barbari in kronični pijanci.
Potem ko je prebral Koran in opazoval Severne Afričane, je napisal svoji ženi: Pravkar končal z branjem Korana - dobra knjiga in zanimiva. Z zanimanjem je opazoval lokalne navade in metode, poznavalno pisal o lokalni arhitekturi in tudi ocenil hitrost širjenja govoric v arabski deželi na 40-60 milj na dan. Kljub svojemu spoštovanju do Korana pa je bil kritičen do islama: Zdi se mi, da sta fatalistično učenje Mohameda in splošno zaničevanje žensk vodilna vzroka za zavrt napredek Arabca. Tu, mislim, je besedilo za kakšno dobro pridigo o vrlinah krščanstva.

### Odnos z Eisenhowerjem
Odnos med Pattonom in Eisenhowerjem je bil dolgo časa predmet preučevanja zgodovinarjev, saj se je v času druge svetovne vojne razmerje med tema popolnoma zasukalo v manj kot dveh letih. Ko sta se Patton in Eisenhower prvič srečala sredi 20. let 20. stoletja, je bil Patton šest let več vojaške službe kot Eisenhower; slednji je Pattona videl kot vodilnega v tankovskem bojevanju. V obdobju med obema svetovnima vojnama se je zaradi velike depresije zmanjšal proračun Kopenske vojske ZDA in posledično so se zmanjšala sredstva za razvoj tankovske sile. V letih 1935 in 1940 sta Patton in Eisenhower postala zelo tesna prijatelja, tako da so njuni družini skupaj preživljale poletne počitnice. Leta 1938 je bil Patton povišan v polkovnika, tako da je podpolkovnik Eisenhower dejal, da vidi Pattona kot prijatelja, nadrejenega častnika in mentorja. 
Ob izbruhu druge svetovne vojne je vodstvo Kopenske vojske ZDA prepoznalo Pattonovo izvedenost na področju mehaniziranega bojevanja in je bil kmalu povišan v brigadnega generala in nato v manj kot letu dni še v generalmajorja. Leta 1940 je podpolkovnik Eisenhower zaprosil brigadnega generala Pattona, da bi služil v tankovski službi. Patton je to sprejel rekoč, da ne vidi boljšega človeka, ki bi služil pod njim. George Marshall, ki se je zavedal, da bo zaradi vojne potrebno uporabiti ves vojaški talent, ki je na voljo, je imel druge načrta za Eisenhowerja. Leta 1941, po petih letih s činom podpolkovnika, je bil Eisenhower povišan v polkovnika in v pol leta še v brigadnega generala. Patton je bil še vedno nadrejen Eisenhowerju v Regularni vojski, a to se je spremenilo v vse večji naborniški vojski (t. i. Army of the United States). Leta 1942 je bil Eisenhower povišan v generalmajorja in čez nekaj mesecev še v generalporočnika, s čimer je prehitel Pattona v vojaški hierarhiji. Ko so zavezniki oznanili invazijo na Severno Afriko, pa se je generalmajor Patton nenadoma znašel pod poveljstvom svojega bivšega podrejenega, ki ga je zdaj prehitel za en čin. Leta 1943 je Patton postal generalporočnik eden mesec po tem, ko je bil Eisenhower povišan v polnega (štirizvezdnega) generala. Patton, v nasprotju s svojim javnim komentiranjem drugih stvari, ni nikoli govoril o Einsenhowerjevi bliskoviti karieri, pri čemer je poudaril, da je njuno profesionalno sodelovanje neokrnjeno. Zasebno pa je Patton večkrat opozoril Eisenhowerja, da sta še vedno oba polkovnika v Regularni vojski (kar sta bila vse skozi do leta 1943), pri čemer je bil Patton senioriteto zaradi predhodnega povišanja. Ko je bil Patton kritiziran zaradi incidenta oklofutanja na Siciliji, se je Eisenhower (kot njegov nadrejeni) privatno srečal z njim in ga takrat okaral. Eisenhower pa je bil tudi zaslužen, da je Patton pozneje prejel poveljstvo v Franciji, potem ko so ga drugi prestavljali na različne nepomembne položaje v Angliji. V Franciji pa se je Patton znašel pod poveljstvom še enega svojega bivšega podrejena, Omarja Bradleyja, s katerim je ohranil isto stopnjo profesionalnega sodelovanja kot s Eisenhowerjem.
Po koncu druge svetovne vojne je bil Patton (zdaj tudi on polni general) postal okupacijski poveljnik Bavarske; tako je zagotovil rešitev svetovno znanih lipicancev iz dunajske jahalne šole, saj se je bal, da bi jih Rdeča armada poklala za hrano. Patton je bil položaja razrešen potem, ko je javno govoril proti kaznovalni okupacijski direktivi JCS 1067. Njegov vidik vojne je bil, da je z odstranitvijo Hitlerja prišel čas preoblikovanja nemških oboroženih sil v zaveznika v morebitni vojni proti Sovjetski zvezi, katero je Patton globoko preziral in smatral za večjo nadlogo kot Nemce. Med tem obdobjem je tudi zapisal, da je bila zavezniška zmaga brez pomena, če bo zaradi tega sledil vzpon še večjega tirana kot Hitler, pri čemer bi vojska mongolskih divjakov nadzirala polovico Evrope. Eisenhower je končno imel dovolj takih izjav in je Pattona razrešil vseh dolžnosti in ukaz njegovo vrnitev v ZDA. Ko je Patton javno obtožil Eisenhowerja, da misli bolj na politično kariero kot na svojo vojaško dolžnost, je njuno prijateljstvo dokončno razpadlo. Prav tako pa je bil Patton kritičen do zavezniške uporabe nemškega prisilnega dela; v svojem dnevniku je tako zapisal: Nasprotujem tudi pošiljanju vojnih ujetnikov na delo kot sužnje v tuje dežele (še posebej v Francijo), kjer bodo številni stradali do smrti. Prav tako je zapisal slednje: Zanimivo se je spomniti, da smo se borili med revolucijo za obrambo pravic človeka in med državljansko vojno za ukinitev suženjstva in zdaj smo nazaj pri obeh teh principih.

## Patton v očeh sodobnikov
1. februarja 1945 je general Eisenhower zapisal poročilo, v katerem je razporedil podrejene ameriške generale na evropskem bojišču glede na njihove vojaške sposobnosti. General Kopenske vojske ZDA Omar Bradley in general Vojnega letalstva Kopenske vojske ZDA Carl Spaatz sta si delila prvo mesto, medtem ko je na drugem mestu bil Walter Bedell Smith (štabni častnik brez pravega bojnega poveljstva med vojno).  Eisenhower je Pattona dal na tretje mesto. To je bila čudna odločitev, saj je (v smislu vojaških uspehov) Patton dosegel več kot katerikoli drugi ameriški kopenski poveljnik, še posebejv primerjavi z Bradleyjem. Eisenhower mu je tako nekoč dejal: George, ti si dober voditelj, a slab načrtovalec, nakar mu je Patton takoj odgovoril: Razen za operacijo Baklo, katero sem načrtoval in je bila velik uspeh, nisem nikdar dobil priložnost, da bi izdelal načrt. 
Kljub temu da Eisenhower ni cenil Pattonovo strateško načrtovanje, pa je njegov vidik glede Pattonove vojaške vrednosti najbolj izkazan po incidentu oklofutanja, ko je odločno zavrnil, da bi postal Pattona nazaj v ZDA. John J. McCloy je kot pomočnik sekretarja za vojno dejal Eisenhowerju: Ne morem brez tega človeka, on se bori. Po Pattonovi smrti je Eisenhower zapisal njegov poklon Pattonu: On je eden tistih mož, ki so rojeni vojaki, idealni bojni voditelj,... Brez pretiravnja lahko rečemo, da je Pattonovo ime vzbujalo teror v srcih sovražnika. 
General Bradley pa je večji del časa na Pattona gledal negativno. Tako je Patton prejel zelo malo pohvale v Bradleyjevih spominih, kjer je tudi zapisal, če bi bil on njegov nadrejeni na Siciliji leta 1943, pa bi on ne samo takoj razrešil Pattona poveljstva, ampak ne bi z njim imel nič več. Bilo je splošno znano, da sta bila polarno nasprotje v osebnosti in obstaja veliko dokazov, da je Bradley preziral Pattona tako osebno kot profesionalno. Patton pa je posledično zameril Bradleyju, da si je slednji velikokrat sposodil Pattonove ideje in operativne koncepte, katere je spremenil v vojne načrte, za katere je potem zasluge prejel samo Bradley. V svojem dnevniku je Patton tako zapisal: Nočem več, da se katerakoli moja ideja uporabi brez navajanja mene, še posebej ko jih podam ustno.
Predsednik Franklin D. Roosevelt je visoko cenil Pattona in njegove sposobnosti rekoč: on je naš največji bojujoči general in čisto veselje. Njegov naslednik, Harry S. Truman, pa je kot kaže takoj postal nenaklonjen Pattonu; tako je zapisal: Ne vem, kako lahko država proizvede tako može kot so Robert E. Lee, John J. Pershing, Eisenhower in Bradley ter hkrati proizvede Custer-je, Patton-e in MacArthur-je.
Večji del britanskih poveljnikov tudi ni imelo visokega mnenja o Pattonu. Feldmaršal Alan Brooke je tako januarja 1943 izjavil: Slišal sem zanj, a moram priznati, da njegova izrazita osebnost presega moja pričakovanja. Nisem oblikoval nobenega visokega mnenja o njem, kot tudi pozneje nisem dobil razloga, da bi spremenil mnenje o njem. Drzni, hrabri, divji in neuravnoteženi vodja, dober za operacije napada in potiska, a čisto neprimeren za operacijo, kjer je potrebna sposobnost in presoja. Ena od izjem je bil feldmaršal Montgomery, ki je kljub rivalstvu z njim, Pattona smatral za sposobnost poveljevanja enot na bojišču.
Drugi zavezniški poveljniki so bili bolj očarani s Pattonom, še posebej svobodni Francozi. General Henri Giraud je bil zelo presenečen, potem ko je Eisenhower razrešil Pattona leta 1945 in je Pattona povabil v Pariz, kjer ga je predsednik Charles de Gaulle odlikovan in počastnil z državno večerjo. Tam je de Gaulle Pattonove dosežke primerjal s Napoleonovimi. Sovjetski vodja Josef Stalin naj bi bil tudi njegov občudovalec rekoč, da Rdeča armada ne bi bila sposobna načrtovati niti izvesti Pattonovega hitrega prodiranja preko Francije.

### Patton v očeh nasprotnikov
Nemško vrhovno poveljstvo je od leta 1943 smatralo Pattona za njihovega največjega nasprotnika. Adolf Hitler, ki je tudi občudoval Pattona, ga je večkrat označil za tistega norega kavbojskega generala in za najbolj nevarnega moža, ki ga [zavezniki] imajo. Po bitki za El Alamein, ko je Tankovska armada Afrika uspela pobegniti, je general Fritz Bayerlein izjavil: Mislim, da nas general Patton ne bi spustil tako zlahka. Podpolkovnik Horst Freiherr von Wangenheim, operativni častnik 277. ljudskogrenadirske divizije je o dejal: General Patton je najbolj zastrašujoč general vseh front. [Njegove] taktike so drzne in nepredvidljive.... On je najbolj moderni general in najboljši poveljnik [kombiniranih] oklepnih in pehotnih sil. Po vojni je general pehote Günther Blumentritt razkril, da smo mi zelo spoštovali Pattona, kot najbolj agresivnega tankovskega generala zaveznikov. Mož z nedosegljivo iznajdljivostjo in hitrostnimi akcijami. General tankovskih enot Hasso von Manteuffel, ki se je bojeval tako proti sovjetskim kot anglo-ameriškim tankovskim poveljnikom, se je s to oznako strinjal: Patton. Brez kakršnegakoli zadržka. On je bil briljanten poveljnik tankovske armade.

## Patton (film)
Po Pattonovemu življenju so leta 1970 posneli epski film Patton, v katerem je glavno vlogo odigral George C. Scott, ki je za igro prejel oskarja. Film je bil velik komercialni uspeh in je sprožil številne kritične debate o natančnosti uprizarjanja generala Pattona.
Scenarista Francis Ford Coppola in Edmund H. North sta večina filma napisala na podlagi dveh biografij: Bradleyjeve A Soldier's Story in Faragove Patton: Ordeal and Triumph. General Bradley je sodeloval pri nastajanju filma tudi kot vojaški svetovalec in svetovalec pri produkciji. Ker je bil film narejen brez uporabe do tedaj nedostopnih Pattonovih dnevnikov in brez posvetovanja s Pattonovo družino, so se ustvarjalci filma pri rekonstrukciji njegovih misli in motivov zanašali na opazovanja Bradleyja in drugih vojaških sodobnikov. Bradleyjeva vloga pri nastajanju filma, glede na izkazano nasprotovanje med njima, tako ostaja kontraverzna.
Nekateri zgodovinarji so bili kritični do filma, ki naj bi pretiral s predstavitvijo Pattonovih negativnih lastnosti, še posebej zaradi številnih upodobitev Pattona kot poveljnika, katerega želja po vojaški slavi na bojišču je prevladala nad potrebo zmanjšanja nepotrebnih žrtev med vojaki pod njegovim poveljstvom. Te scene so bile kritizirane kot sodoben revizionizem v luči takratnih političnih kriz (film je izšel med vietnamsko vojno). Obstaja pa tudi nasprotna stran kritikov, ki v filmu vidijo kot poskus poveličevanja vojaštva preko Pattona kot navduhujočega voditelja, katerega drzni načrti za zavzetje Nemčije in končanje vojne so bili preprečeni s strani visokega poveljstva kot nesposobnih poveljnikov na bojišču.
Številni Pattonovi sodobniki, vključno s tistimi, ki so ga poznali osebno oz. so služili pod njim, pa so pohvalili Scottovo upodobitev Pattona rekoč, da je zajel Pattonvo bistvo: ljubitelj vojne, egotistični, obsesiven, konflikten in skrivnosten, a nepresežen v njegovi sposobnosti motiviranja in vodenja večjih sil v trdem, a na koncu zmagovalnem boju proti odločenemu sovražniku.

## Odlikovanja in priznanja

### Odlikovanja ZDA
| Bronze oak leaf cluster                           | Distinguished Service Cross z enim hrastovim listom    |
| Bronze oak leaf cluster · Bronze oak leaf cluster | Distinguished Service Medal z dvema hrastovima listoma |
| Bronze oak leaf cluster                           | Srebrna zvezda z enim hrastovim listom                 |
|                                                   | Legija za zasluge                                      |
|                                                   | Bronasta zvezda                                        |
|                                                   | Škrlatno srce                                          |
|                                                   | Silver Lifesaving Medal                                |
|                                                   | Mexican Service Medal                                  |
| Silver service star                               | World War I Victory Medal s petimi bojnimi priponkami  |

|                                                                 | American Defense Service Medal |
|                                                                 | American Campaign Medal |
| Silver service star · Bronze service star · Bronze service star | European-African-Middle Eastern Campaign Medal z eno srebrno in dvea bronastima zvezdama                                                              |
|                                                                 | World War II Victory Medal |
|                                                                 | Leta 1955 je Kopenska vojska ZDA Pattona posmrtno odlikovala s Army of Occupation Medal za njegovo službenje kot prvi okupacijski poveljnik Bavarske. |

### Odlikovanja tujih držav
| Častni vitez poveljnik reda britanskega imperija  |
| Častnik reda Leopolda                             |
| Belgijski Croix de Guerre s palmo                 |
| Legija časti                                      |
| Francoski Croix de guerre                         |
| Luksemburški Croix de guerre                      |
| Veliki luksemburški križ reda Adolpha Nassauškega |
| Veliki križ reda Ouissama Alaouitskega Maroškega  |
| Red belega leva Češkoslovaške                     |
| Češkoslovaški vojni križec                        |

### Napredovanja
| Leta 1909 ni obstajala oznaka čina drugega poročnika | Drugi poročnik, Regularna vojska: 11. junij 1909                |
|                                                      | Prvi poročnik, Regularna vojska: 23. maj 1916                   |
|                                                      | Stotnik, Regularna vojska: 15. maj 1917                         |
|                                                      | Major, Nacionalna vojska: 26. januar 1918                       |
|                                                      | Podpolkovnik, Nacionalna vojska: 30. marec 1918                 |
|                                                      | Polkovnik, Nacionalna vojska: 17. oktober 1918                  |
|                                                      | Vrnjen na stalni čin stotnika, Regularna vojska: 30. junij 1920 |
|                                                      | Major, Regularna vojska: 1. julij 1920                          |
|                                                      | Podpolkovnik, Regularna vojska: 1. marec 1934                   |
|                                                      | Polkovnik, Regularna vojska: 1. julij 1938                      |
|                                                      | Brigadni general, AUS: 2. oktober 1940                          |
|                                                      | Generalmajor, AUS: 4. april 1941                                |
|                                                      | Generalporočnik, AUS: 12. marec 1943                            |
|                                                      | Brigadni general, Regularna vojska: 16. avgust 1944             |
|                                                      | Generalmajor, Regularna vojska: 16. avgust 1944                 |
|                                                      | Generalporočnik, AUS: 4. december 1944                          |
|                                                      | General, AUS: 14. april 1945                                    |

### Poimenovano po njem
- Muzej generala Georga Pattona (General George Patton Museum) v Fort Knoxu (Kentucky).
- Spominski muzej generala Pattona v Ettelbrucku (Luksemburgu)[137]
- Place du Général Patton v Parizu, v Avranchesu, Thionvilleju, Troyesu in Le Mansu.
- Vojašnica Patton (Patton Barracks) v Heidelbergu.
- Patton Army Air Field v Camp Arifjan (Kuvajt).
- Nižja srednja šola Patton (Patton Junior High School) v Fort Leavenworthu.[138]
- serija tankov Patton.[139]
- Pattonov spomenik (West Point)

### Primarni viri
- George S. Patton, Jr., War As I Knew It; Houghton Mifflin
ISBN 0-395-73529-7;(1947/1975); (Soft Cover)
ISBN 0-395-08704-6 (1947/1975); (Hard Cover)
- George S. Patton, Jr., The poems of General George S. Patton, Jr.: Lines of fire, edited by Carmine A. Prioli. Edwin Mellen Press, 1991.
- Patton's photographs: War as he saw it, edited by Kevin Hymel. Potomac Books,
ISBN 1-57488-871-4 (2006) (Hard Cover);
ISBN 1-57488-872-2 (2006) (Soft Cover; Alkali Paper).
- Blumenson, Martin, The Patton Papers. Vol. 1, 1885–1940,
ISBN 0-395-12706-8 (Hard Cover) Houghton Mifflin Co., 1972. 996 pp.
ISBN 0-306-80717-3 (Soft Cover; Alkali Paper) Da Capo Press; 1998; 996 pp.
- Blumenson, Martin, The Patton Papers: Vol. 2, 1940–1945,
ISBN 0-395-18498-3 (Hard Cover); Houghton Mifflin, 1974. 889 pp.
ISBN 0-306-80717-3 (Soft Cover; Alkali Paper); Da Capo Press, 1996. 889 pp.
- Patton, Robert H., The Pattons: A Personal History of An American Family,
ISBN 1-57488-127-2 (Soft Cover); Crown Publishers (1994); Brassey's (1996) 320 pp.
- Platt, Anthony M. with O'Leary, Cecilia E., Bloodlines: Recovering Hitler's Nuremberg Laws, From Patton's Trophy To Public Memorial,
ISBN 1-59451-140-3 (paperback); Paradigm Publishers, 2006. 268 pp.

### Sekundarni viri
- Axelrod, Alan, Patton: A Biography, Palgrave Macmillan, 2006.
- Martin Blumenson, Patton: The Man Behind the Legend, 1885–1945 ISBN 0-688-06082-X; 1985
- Blumenson, Martin, The Battle of the Generals: The Untold Story of the Falaise Pocket—the Campaign That Should Have Won World War II; 1993.
- Brighton, Terry, Patton, Montgomery, Rommel: Masters of War, Crown, (2009). ISBN 978-0-307-46154-4
- Carlo D'Este, Patton: A Genius for War, HarperCollins, (1995). ISBN 0-06-016455-7
- Carlo D'Este, Eisenhower: A Soldier's Life, New York: Henry Holt & Co., ISBN 0-8050-5687-4 (2002)
- Dietrich, Steve E., "The Professional Reading of General George S. Patton, Jr.", Journal of Military History 1989 53(4): 387–418. Issn: 0899-3718 Fulltext in Jstor
- Eisenhower, John S.D., The Bitter Woods, Cambridge MA: Da Capo Press, ISBN 978-0-306-80652-0, 9780306806520 (1995)
- Essame, H., Patton: A Study in Command, New York: Scribner & Sons, ISBN 978-0-684-13671-4, 9780684136714, 1st ed. (1974)
- Farago, Ladislas, Patton: Ordeal and Triumph ISBN 1-59416-011-2
- Gooderson, Ian, Air Power at the Battlefront, 1998, Frank Cass Publishers, 0714642118.
- Hirshson, Stanley P., General Patton: A Soldier's Life (2002) ISBN 0-06-000982-9
- Jordan, Jonathan W (2011). Brothers Rivals Victors:  Eisenhower, Patton, Bradley, and the Partnership That Drove the Allied Conquest in Europe. NAL. ISBN 978-0451232120.
- McNeese, Tim, Battle of the Bulge, Chelsea House Publications, ISBN 0-7910-7435-8, 9780791074350 (2003)
- Nye, Roger H., The Patton Mind: The Professional Development of an Extraordinary Leader, Avery; 1993.
- Pullen, John J. "'You Will Be Afraid.'", American Heritage 2005 56(3): 26–29. Issn: 0002-8738 Fulltext in Ebsco. Patton's March 1945 was made famous by the movie, which sanitized it. Patton used harsh and foul language and castigated cowards, or "psychoneurotics", and those who used self-inflicted wounds to get out of combat. The basic message was "shoot and keep shooting."
- Reit, Seymour, Masquerade: The Amazing Camouflage Deceptions of World War II, Hawthorn Press, 1978. ISBN 0-8015-4931-0.
- Rickard, John Nelson, Patton at Bay: The Lorraine Campaign, September to December 1944, Praeger, 1999.
- Dennis Showalter, Patton and Rommel: Men of War in the Twentieth Century (2005). ISBN 978-0-425-20663-8.
- Smith, David Andrew, George S. Patton: A Biography, Greenwood, 2003.
- Sobel, Brian, The Fighting Pattons, ISBN 0-440-23572-2 (Soft Cover) Dell Publishing, 1997; Praeger Publishers Reprint, July, 2000.
- Spires, David N., Patton's Air Force: Forging a Legendary Air-Ground Team, Smithsonian Inst. Pr., 2002.
- von Mellenthin, F.W., Panzer Battles, Ballantine, 1971, first published by the University of Oklahoma Press, 1956 ISBN 0-345-32158-8
- Brenton G. Wallace, Patton & His Third Army ISBN 0-8117-2896-X
- Russell F. Weigley, Eisenhower's Lieutenants: The Campaign of France and Germany 1944–1945, (1990)
- Wilson, Dale Eldred, 'Treat 'Em Rough'! The United States Army Tank Corps in the First World War; Temple U. Press (1990).
- Zaloga, Steven, Armored Thunderbolt, Stackpole, 2008, ISBN 978-0-8117-0424-3